# Anthony Lister
Anthony Lister (1979, Brisbane, Austrália) é um artista contemporâneo, mais conhecido por trabalhos realizados no campo da arte urbana. 

## Biografia
Nascido em 1979 em Brisbane, na Austrália, Lister começou a pintar nas ruas aos 17 anos de idade e estudou no Queensland College of Art.
Realizou diversas exposições em galerias da Austrália, Estados Unidos e Europa, incluindo a New Image Art Gallery em Los Angeles, Robert Fontaine Gallery em Miami, Jonathan LeVine Gallery em Nova York e Black Art Projects em Melbourne. 
Lister atualmente vive e trabalha em Sydney, na Austrália.